# Công quốc Pentapolis
Công quốc Pentapolis (Latinh: Ducatus Pentapolis), là một vùng lãnh thổ dưới sự cai trị của một công tước (dux) được bổ nhiệm và thuộc thẩm quyền của Pháp quan thái thú Ý (554–584) và sau là Trấn khu Ravenna (584–751) của Đế quốc Đông La Mã.

## Lịch sử
Pentapolis (từ thuật ngữ tiếng Hy Lạp πεντάπολις nghĩa là "năm thành phố") bao gồm các thành phố Ancona, Fano, Pesaro, Rimini và Sinigaglia. Nó nằm dọc theo bờ biển Adriatic giữa sông Marecchia và Misco ngay phía nam lãnh thổ cốt lõi của Trấn khu dưới sự cai trị trực tiếp của quan trấn thủ (Ravennate), phía đông giáp Công quốc Perugia, một lãnh thổ Đông La Mã khác và phía bắc giáp Công quốc Spoleto, vốn là một phần của Vương quốc Ý Lombard (thành lập năm 568). Công quốc có thể mở rộng nội địa đến tận dãy núi Apennine, có lẽ xa hơn nữa, và thị trấn cực nam của nó là Humana (Numera) trên bờ phía bắc Misco. Thủ đô của Pentapolis là Rimini và công tước nắm cả quyền dân sự và quân sự trong công quốc.
Pentapolis là một trong những phần thương mại sôi động hơn ở Ý. Các cư dân của Pentapolis cố gắng liên tục giảm bớt quyền hạn của quan trấn thủ ở công quốc, trong khi nước Ý thuộc Đông La Mã thường trải qua một sự phân cấp quản lý nói chung trong thế kỷ thứ 7. Năm 725, khi quan trấn thủ Paul muốn chỉ huy một cuộc viễn chinh nhằm trừng phạt Công quốc Roma, nơi mà Giáo hoàng Gregory II và các cư dân đã chiếm đoạt đặc quyền của triều đình rồi lật đổ và thay thế vị công tước đang trị vì, ông liền điều động quân đội ở Ravennate và Pentapolis. Nhà sử học Lombard là Paulus Diaconus nói rằng quan trấn thủ gặp rất nhiều khó khăn trong việc huy động quân đội cần thiết và cuộc viễn chinh cuối cùng đã thất bại.
Năm 726, sự bài trừ thánh tượng của Hoàng đế Leon III lần đầu tiên được công khai, thậm chí có thể thông qua một sắc lệnh chống lại những hình ảnh thiêng liêng. Sự bất tài của quan trấn thủ nhằm áp đặt quyền lực của mình ở Roma và nhược điểm của ông ở Pentapolis đã trở thành bất lực khi "quân đội", có nghĩa là giới quý tộc quân sự La Mã của các công quốc Ravennate, Pentapolis và Veneto lần lượt đứng lên nổi dậy tuyên bố rằng họ sẽ bảo vệ Giáo hoàng khỏi sắc lệnh của triều đình, mà Paul được lệnh phải thi hành khắp nước Ý vào năm 727.
Năm 738, vua Lombard là Liutprand tiến quân đi qua Pentapolis trên đường đến Spoleto, và trong thời gian quá cảnh của mình đã bị tấn công bởi một nhóm "người Spoletan" (người Lombard từ miền trung nước Ý) và "người La Mã" (dân địa phương Pentapolis). Người dân địa phương có thể đã bị quan trấn thủ xúi giục liên minh để chống lại Liutprand, Eutychius có thể đã có một thỏa thuận với công tước xứ Spoleto là Transamund II. Người Pentapolis vốn không có truyền thống về mối quan hệ tốt đẹp với cả Đông La Mã mà Liutprand đã chiến đấu vào năm 728–729, hoặc quan trấn thủ ở Ravenna mà Liutprand còn chiến đấu thường xuyên, nhưng họ khó có thể coi việc người Lombard xâm nhập vào khu vực của mình như là một "sự giải phóng".
Liutprand mang quân tấn công Ravenna và Cesena trên đại lộ Via Aemilia vào năm 743, có lẽ với mục tiêu kiểm soát một đoạn đường qua lãnh thổ Đông La Mã tới Spoleto. Người kế nhiệm ông là Rachis tấn công một số thành phố ở Pentapolis và Perugia vào năm 749, trước khi xuất gia làm tu sĩ. Đến năm 752, Pentapolis mới bị vua Aistulf của Lombard chinh phục, công quốc chính thức bị xóa sổ và sáp nhập vào Vương quốc Lombard.